# Cerkiew św. Mikołaja w Chmielu
Cerkiew św. Mikołaja w Chmielu – dawna drewniana cerkiew greckokatolicka, wzniesiona w 1906 we wsi Chmiel. W 1969 przejęta przez kościół rzymskokatolicki. Pełni funkcję kościoła filialnego parafii św. Michała Archanioła w Dwerniku.
Obiekt wpisany na listę zabytków w 1968 i włączony do podkarpackiego Szlaku Architektury Drewnianej.

## Historia
Budowę cerkwi rozpoczęto w roku 1904 w miejscu wcześniejszej cerkwi, a zakończono w 1906. Konsekrowana została w roku 1907. Po 1951 opuszczona i służyła za magazyn Ochotniczej Straży Pożarnej.
W roku 1968, podczas realizacji filmu Pan Wołodyjowski, Chmiel został wybrany na miejsce kręcenia scen pożaru Raszkowa. Uzyskano zgodę wojewódzkiego konserwatora zabytków w Rzeszowie na to, aby na potrzeby filmu spalić cerkiew. Doprowadziło to do silnych protestów środowisk konserwatorskich, na czele z Jerzym Szablowskim, dyrektorem Państwowych Zbiorów Sztuki na Wawelu, zakończonych rezygnacją z pomysłu.
Wyremontowana w latach 1970–1977.

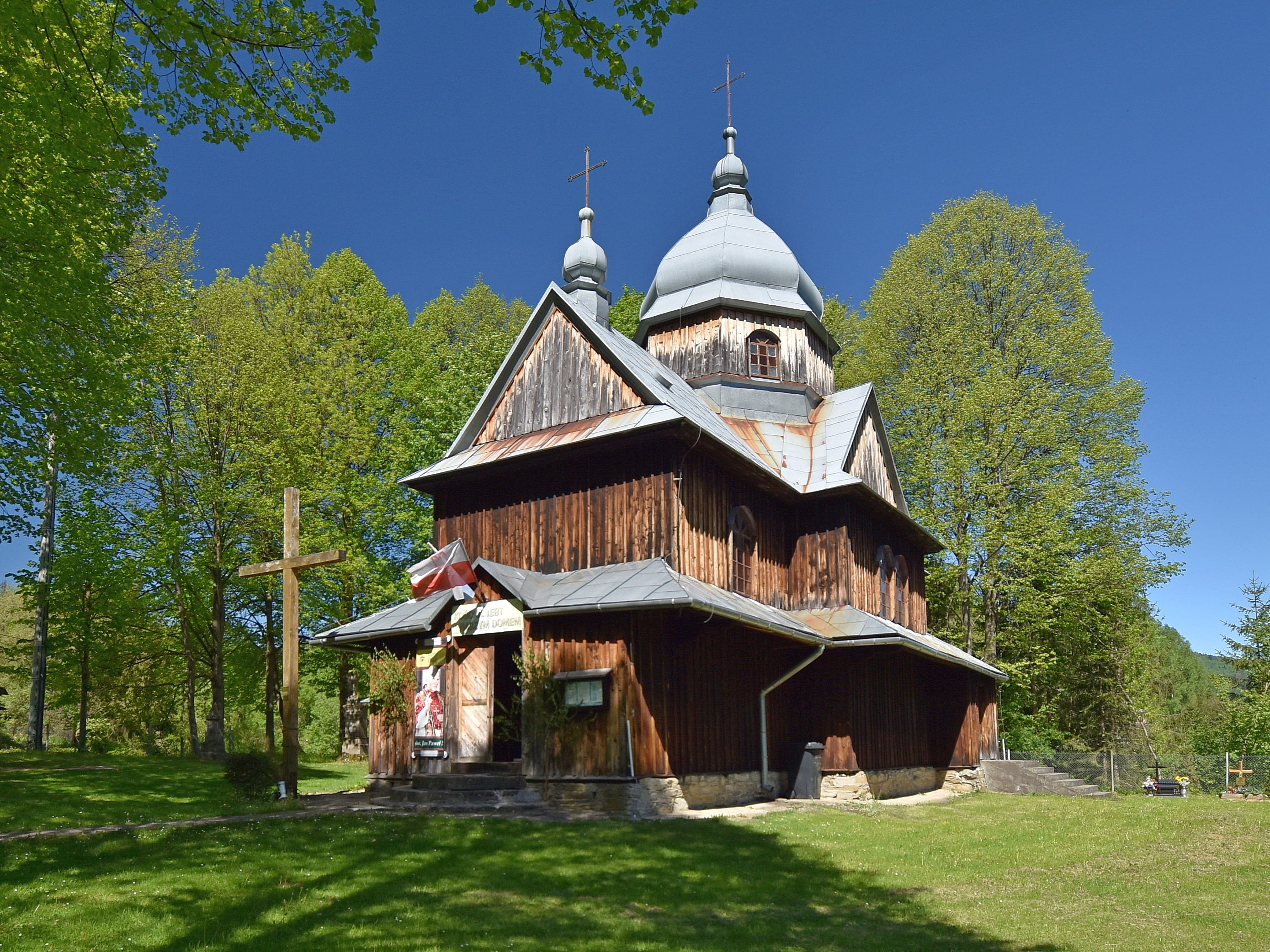
Elewacja boczna
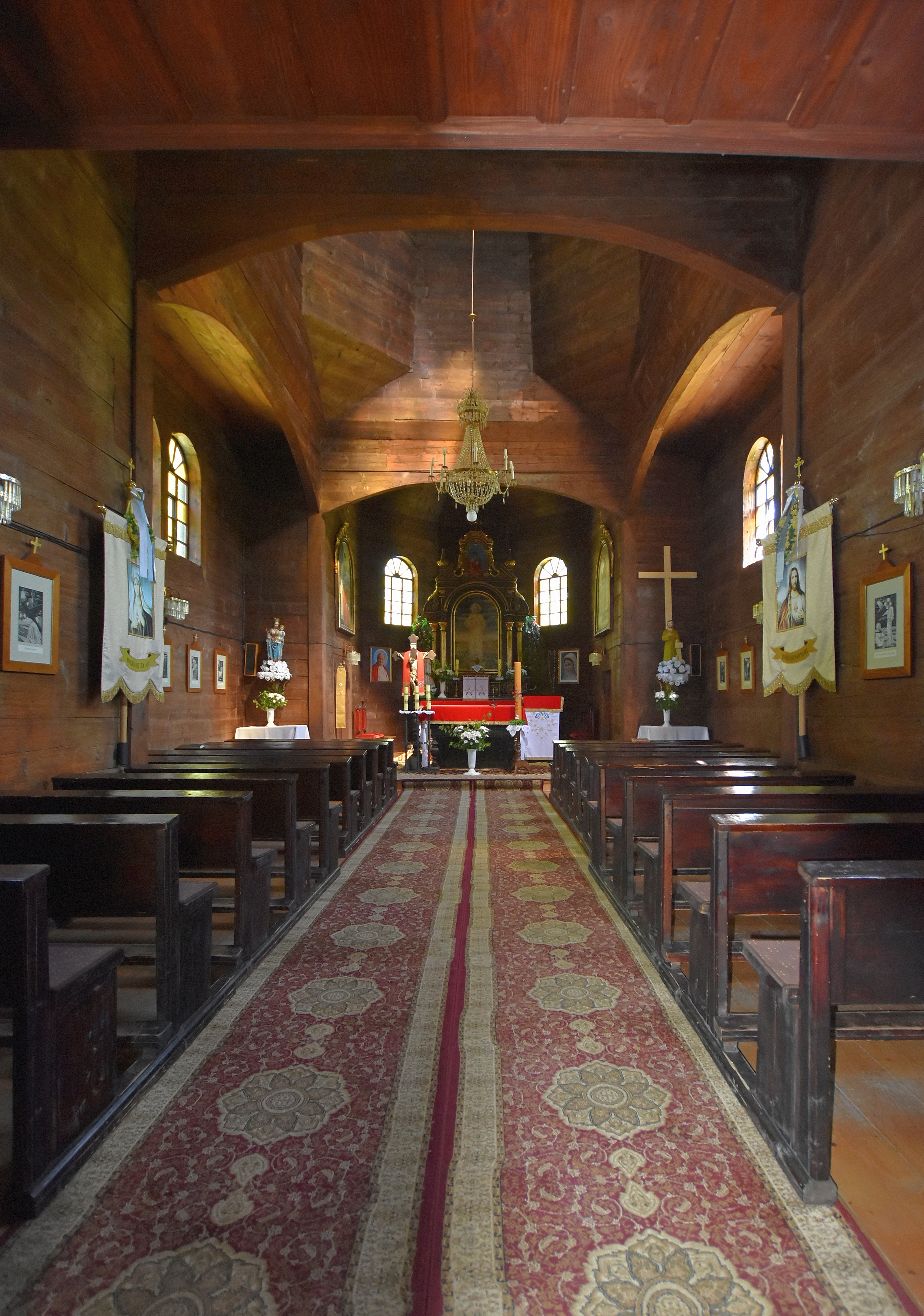
Wnętrze
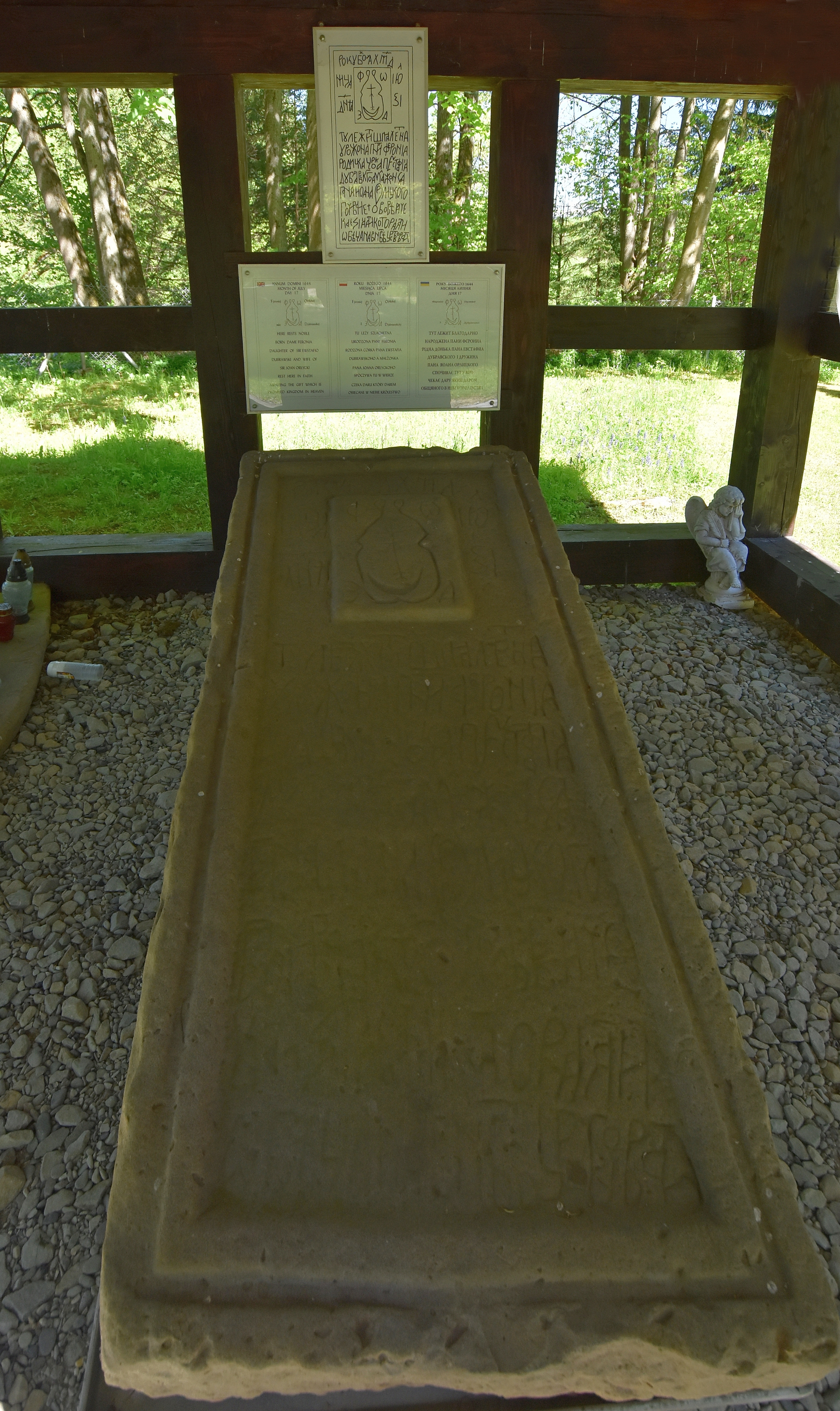
Otoczenie

## Cmentarz cerkiewny
Na cmentarzu cerkiewnym znajduje się kilka nagrobków z przełomu XIX i XX wieku oraz płyta nagrobna zawierająca inskrypcję w języku cerkiewnosłowiańskim z roku 1644. Tłumaczenie epitafium na język polski brzmi:

Roku Bożego 1644, miesiąca lipca, dnia 17. Tu leży szlachetna Pani Feronia rodzona córka Pana Eustachego Dubianskiego a małżonka Pana Jana Orlickiego. Spoczywa tu w wierze, czeka daru, którym darem obiecane w niebie Królestwo

W kartuszu znajduje się herb rodu Orlickich oraz inicjały zmarłej.
Nagrobki na cmentarzu zostały odnowione w roku 1987 siłami społecznymi.